# Bound for Glory (2006)
Bound for Glory 2006 fue la segunda edición de Bound for Glory, un evento pay per view de lucha libre profesional producido por la Total Nonstop Action Wrestling. Tuvo lugar el 22 de octubre de 2006 desde el Compuware Sports Arena en Plymouth Township, Míchigan. El tema oficial del evento fue "Enemy" de Fozzy, canción interpretada Chris Jericho.
Bound for Glory 2006 fue el primer PPV de la TNA producido fuera de Nashville, Tennessee u Orlando, Florida, desde los PPVs semanales de junio de 2002, hechos en Huntsville, Alabama. Además, The Compuware Sports Arena fue el primer lugar donde la TNA hizo un house show. 

## Resultados
- Dark match: Bobby Roode (c/ Traci Brooks) derrotó a Lance Hoyt. (04:00)
  - Roode cubrió a Hoyt con "the Payoff".
- Austin Starr eliminó a Jay Lethal para ganar el Open Invitational X Division Gauntlet Battle Royal" de Kevin Nash. (17:24)
  - Starr cubrió a Lethal después de un "Starrbuster".
- Team 3D (Brother Ray y Brother Devon) derrotaron a America's Most Wanted (Chris Harris y James Storm), The James Gang (B.G. James y Kip James) y The Naturals (Chase Stevens y Andy Douglas). (07:02)
  - Devon cubrió a Douglas después de un "3D".
- Samoa Joe derrotó a Brother Runt, Raven y Abyss (c/ James Mitchell) en un Monster's Ball match con Jake Roberts como árbitro especial. (11:19)
  - Joe cubrió a Raven después de un "Muscle Buster".
- Eric Young derrotó a Larry Zbyszko. (03:35)
  - Young cubrió a Zbyszko después de pegarle con unos puños americanos.
  - El perdedor de la lucha sería despedido
- Chris Sabin derrotó a Senshi, ganando el Campeonato de la División X de la TNA (13:00)
  - Sabin cubrió a Senshi con un "Small Package".
- Christian Cage derrotó a Rhino en un Street Fight match. (14:44)
  - Cage cubrió a Rhino después de pegarle con una silla mientras que una escalera, una mesa rota, algunas sillas y una señal de tráfico estaban encima de Rhyno.
- The Latin American Xchange (Homicide y Hernandez) (c/ Konnan) derrotaron a A.J. Styles & Christopher Daniels en un Six Sides of Steel ganando el Campeonato Mundial por Parejas de la NWA. (14:50)
  - Homicide cubrió a Styles después de un "Da Gringo Killa".
- Sting derrotó a Jeff Jarrett en un Título contra Carrera, ganando el Campeonato Mundial Peso Pesado de la NWA con Kurt Angle como special enforcer. (15:11)
  - Sting hizo rendirse a Jarrett con el "Scorpion Death Lock".
  - Si Sting perdía, debía retirarse de la lucha libre profesional.

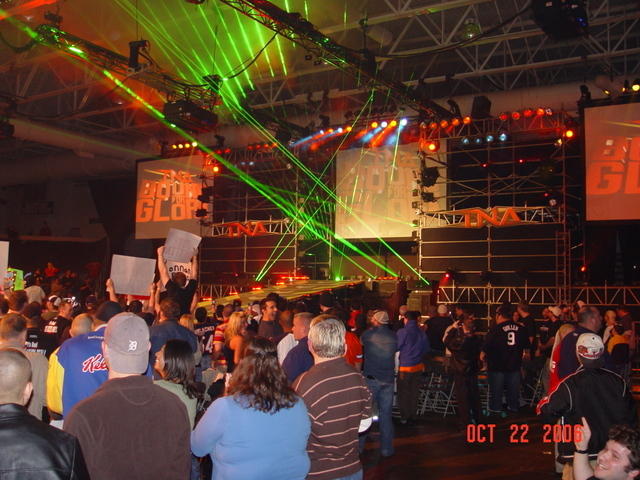
La escenografía de Bound for Glory 2006.

### Entradas y eliminaciones de la Gauntlet Battle Royal
| Nº de entranda | Nº de entranda       | Eliminado por | Eliminado por        |
| -------------- | -------------------- | ------------- | -------------------- |
| 1              | Austin Starr         | -             | Ganador              |
| 2              | Sonjay Dutt          | 1             | Matt y Kazarian      |
| 3              | Maverick Matt        | 4             | Shark Boy y D-Ray    |
| 4              | Jay Lethal           | 15            | Starr                |
| 5              | A-1                  | 3             | Matt y Kazarian      |
| 6              | Zach Gowen           | 5             | Devine               |
| 7              | Kazarian             | 6             | Starr                |
| 8              | Sirelda              | 2             | A-1                  |
| 9              | Shark Boy            | 8             | Shelley              |
| 10             | Alex Shelley         | 14            | Starr                |
| 11             | D-Ray 3000           | 7             | Starr                |
| 12             | Johnny Devine        | 13            | Starr                |
| 13             | Elix Skipper         | 10            | Mark "Slick" Johnson |
| 14             | Short Sleeve Sampson | 9             | Shelley              |
| 15             | Norman Smiley        | 11            | Mark "Slick" Johnson |
| 16             | Petey Williams       | 12            | Shelley              |

Notas
1. ↑  Johnson no participaba en la lucha.